# Dracula (2013)
Dracula ist eine US-amerikanisch-britische Fernsehserie mit Jonathan Rhys Meyers in der titelgebenden Hauptrolle. Die Fernsehserie wurde 2013 von Universal Television und Carnival Films für die Fernsehsender NBC und Sky Living produziert und besteht aus einer Staffel mit zehn Episoden. Sie handelt von Dracula, der nach London zurückkehrt, um sich an den Leuten zu rächen, die ihn Jahrhunderte früher verraten haben. Doch er verliebt sich in die Reinkarnation seiner verstorbenen Frau.
Als Vorlage zur Serie diente der 1897 veröffentlichte Roman Dracula von Bram Stoker. Die Erstausstrahlung in den Vereinigten Staaten erfolgte am 25. Oktober 2013 beim Sender NBC.

## Handlung
Dracula kommt in den 1890er Jahren ins viktorianische London, als amerikanischer Unternehmer Alexander Grayson getarnt. Er behauptet, dass er die moderne Wissenschaft in die Gesellschaft bringen wolle. In Wirklichkeit will sich Dracula an all denen rächen, die ihn vor Jahrhunderten verraten haben. Gerade als Dracula seine Pläne verwirklichen will, begegnet er der Medizinstudentin Mina Murray, die er als Reinkarnation seiner verstorbenen Frau Ilona sieht. Er verliebt sich hoffnungslos in sie, obwohl sie mit dem Journalisten Jonathan Harker verlobt ist.
Dracula arbeitet mit Professor Abraham Van Helsing zusammen, um die geheime Organisation Der Orden des Drachen zu bekämpfen. Diese Organisation hat vor Jahren Dracula verflucht und ihn in einen Vampir verwandelt.

## Produktion
Im Juli 2012 hat NBC bekannt gegeben, dass man eine Vampirserie über Dracula entwickelt. Das Serienprojekt soll von Tony Krantz und Colin Callender produziert werden. NBC beschrieb das Projekt als "Gefährliche Liebschaften' trifft Die Tudors". Am 24. Juli 2012 gab NBC die Produktion der Serie bekannt. Sie stellt dabei eine Gemeinschaftsproduktion von NBC und dem britischen Sender Sky Living dar. Am selben Tag gab man auch bekannt, dass der ehemalige Die Tudors-Star Jonathan Rhys Meyers die Hauptrolle des Dracula spielen wird. Ein halbes Jahr später wurden die restlichen Hauptrollen besetzt. So ging im Januar 2013 die weibliche Hauptrolle an Jessica De Gouw. Wenige Tage später wurden Katie McGrath und Nonso Anozie verpflichtet. Thomas Kretschmann konnte sich Mitte Februar 2013 die Rolle des Van Helsing sichern. Zur selben Zeit hat auch Oliver Jackson-Cohen eine der letzten Hauptrollen bekommen.
Die erste Staffel wurde zwischen dem 1. Februar und dem 1. August 2013 in Budapest gedreht. Ein erster Trailer wurde Mitte Mai 2013 veröffentlicht.
Im Mai 2014 gab NBC die Einstellung der Serie bekannt.

## Besetzung
Die deutsche Synchronisation entstand unter der Dialogregie von Benedikt Rabanus durch die Synchronfirma Scalamedia GmbH in Berlin.

### Hauptbesetzung
| Rollenname                               | Schauspieler/in      | Synchronsprecher/in |
| ---------------------------------------- | -------------------- | ------------------- |
| Dracula / Alexander Grayson / Vlad Tepes | Jonathan Rhys Meyers | Norman Matt         |
| Mina Murray                              | Jessica De Gouw      | Anke Kortemeier     |
| Jonathan Harker                          | Oliver Jackson-Cohen | Johannes Raspe      |
| Abraham Van Helsing                      | Thomas Kretschmann   | Thomas Kretschmann  |
| Lucy Westenra                            | Katie McGrath        | Maren Rainer        |
| R.M. Renfield                            | Nonso Anozie         | Thomas Wenke        |
| Lady Jane                                | Victoria Smurfit     | Elisabeth Günther   |

### Nebenbesetzung
| Rollenname            | Schauspieler/in  | Nebenrolle | Synchronsprecher/in |
| --------------------- | ---------------- | ---------- | ------------------- |
| Browning              | Ben Miles        | 1–10       | Philipp Moog        |
| Lord Laurent          | Anthony Howell   | 1–3        | Jakob Riedl         |
| Lord Thomas Davenport | Robert Bathurst  | 1–10       | Walter von Hauff    |
| Lady Mary Laurent     | Charlotte Asprey | 1–2        | Christine Stichler  |
| Joseph Kowalski       | Phil McKee       | 1–10       | Andreas Borcherding |
| Hermann Kruger        | Michael Nardone  | 1          |                     |
| Campbell              | Matt Barber      | 1–2        |                     |
| Szabó                 | Miklós Bányai    | 1–10       | Sebastian Winkler   |
| Simon                 | Tom Reed         | 2–3        | Benedikt Gutjan     |
| Kaha Ruma             | Tamer Hassan     | 9–10       | Matthias Klie       |

## Ausstrahlung

### Vereinigte Staaten
In den Vereinigten Staaten begann die Ausstrahlung der ersten Staffel am 25. Oktober 2013 auf dem Fernsehsender NBC. Das Staffelfinale lief am 24. Januar 2014.

### Deutschland
Die Ausstrahlungsrechte für Deutschland hat die Mediengruppe RTL Deutschland erworben. Die Serie ist seit dem 20. Oktober 2014 auf VOX zu sehen.

### International
International wird die Serie unter anderem im Vereinigten Königreich und in Australien gezeigt, wo die Ausstrahlung der Episoden 7 bis 10 vor der in den USA erfolgte.

## Episodenliste
| Nr. | Deutscher Titel      | Originaltitel          | Erstausstrahlung USA | Deutschsprachige Erstausstrahlung (D) | Regie        | Drehbuch                                          | Zuschauer (USA) |
| --- | -------------------- | ---------------------- | -------------------- | ------------------------------------- | ------------ | ------------------------------------------------- | --------------- |
| 1   | Neues Blut           | The Blood Is the Life  | 25. Okt. 2013        | 20. Okt. 2014                         | Steve Shill  | Cole Haddon                                       | 5,26 Mio.       |
| 2   | Versuchung           | A Whiff of Sulphur     | 1. Nov. 2013         | 27. Okt. 2014                         | Steve Shill  | Daniel Knauf                                      | 3,39 Mio.       |
| 3   | Nachtleben           | Goblin Merchant Men    | 8. Nov. 2013         | 3. Nov. 2014                          | Andy Goddard | Harley Peyton                                     | 2,96 Mio.       |
| 4   | Der Weg ins Licht    | From Darkness to Light | 15. Nov. 2013        | 10. Nov. 2014                         | Andy Goddard | Tom Grieves                                       | 2,99 Mio.       |
| 5   | Tanz mit dem Teufel  | The Devil’s Waltz      | 29. Nov. 2013        | 17. Nov. 2014                         | Nick Murphy  | Nicole Taylor                                     | 2,84 Mio.       |
| 6   | Enthüllungen         | Of Monsters and Men    | 6. Dez. 2013         | 17. Nov. 2014                         | Nick Murphy  | Katie Lovejoy                                     | 3,83 Mio.       |
| 7   | Diener zweier Herren | Servant to Two Masters | 3. Jan. 2014         | 24. Nov. 2014                         | Brian Kelly  | Rebecca Kirsch                                    | 2,90 Mio.       |
| 8   | Dem Tode so nah      | Come to Die            | 10. Jan. 2014        | 24. Nov. 2014                         | Brian Kelly  | Harley Peyton                                     | 2,47 Mio.       |
| 9   | Rosen der Reue       | Four Roses             | 17. Jan. 2014        | 1. Dez. 2014                          | Tim Fywell   | Handlung: Jesse Peyronel Schauspiel: Daniel Knauf | 2,78 Mio.       |
| 10  | Es werde Licht       | Let There Be Light     | 24. Jan. 2014        | 1. Dez. 2014                          | Tim Fywell   | Cole Haddon                                       | 3,04 Mio.       |